# Jay Miner
Jay Miner (31 de mayo de 1932 - 20 de junio de 1994) fue un diseñador de chips, conocido sobre todo por su trabajo en chips multimedia. Se licenció en Ingeniería Eléctrica en la Universidad de California Berkeley en 1959.

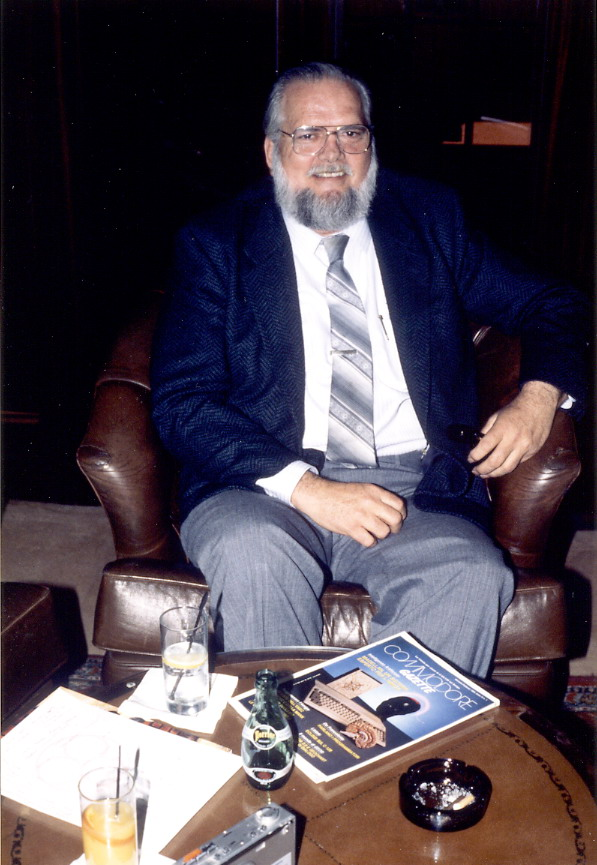
Jay Miner (1990).

Comenzó realizando diseños para el mundo médico, incluyendo un marcapasos por control remoto, pero pasó a trabajar en Atari a finales de los años setenta.
Una vez en Atari consiguió combinar toda una placa de componentes en un único chip, conocido como el TIA. El TIA era el hardware de visualización del Atari 2600, que llegaría a vender millones de unidades. Después de su trabajo en el TIA, continuó en el diseño de sus sucesores, que serían la base de la serie de ordenadores domésticos Atari de 8 bits, conocidos como ANTIC y el CTIA.
A principios de los ochenta Jay, así como otros empleados de Atari, acabaron hartos de la dirección de la empresa y se marcharon. Crearon un nuevo proyecto de chipset bajo una nueva compañía en Santa Clara, llamada Hi-Toro (posteriormente rebautizada como Amiga), donde tendrían libertad creativa. Allí crearon una nueva consola de videojuegos basada en el 68000, llamada en código Lorraine, que acabaría siendo convertida en un ordenador completo. Para conseguir financiación para el proyecto Lorraine, Amiga diseñó y vendió joysticks y cartuchos de juegos para consolas populares como el Atari 2600 y la ColecoVision así como otros dispositivos de entrada exóticos como el joyboard (que era básicamente un joystick en forma de alfombra sobre el que se subía el jugador).
En 1984, la Warner Brothers se cansó de Atari y vendió la compañía al único inversor interesado, Jack Tramiel, anterior director de Commodore.
Tramiel invirtió 500.000 dólares en el proyecto Lorraine, con la esperanza de utilizar los resultados en la siguiente línea de máquinas de 32 bits que sustituirían la línea de ordenadores domésticos de Atari. Cuando Amiga se iba a quedar sin dinero, Commodore absorbió a toda la plantilla de Amiga y al proyecto Lorraine, justo antes de que Tramiel pudiera controlar la compañía. Demandó a Amiga por esos 500.000 dólares que nunca fueron devueltos, aun cuando Commodore les proporcionó un millón de dólares para pagar las deudas.
Jay trabajó en Commodore-Amiga durante varios años, en las instalaciones de Los Gatos (California). Los comienzos fueron brillantes, pero según fue cambiando la dirección de Commodore, fueron siendo poco a poco cada vez más marginados hasta que los que formaban la plantilla original de Amiga habían sido despedidos de uno en uno y la oficina de Los Gatos fue cerrada. Posteriormente Jay trabajó como consultor para Commodore hasta que la compañía fue a la bancarrota.

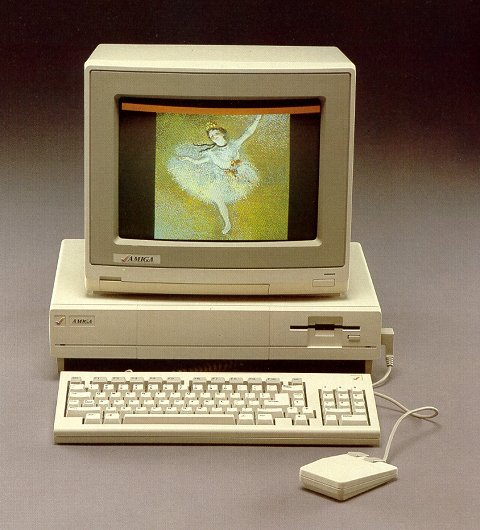
The original Amiga (1985).

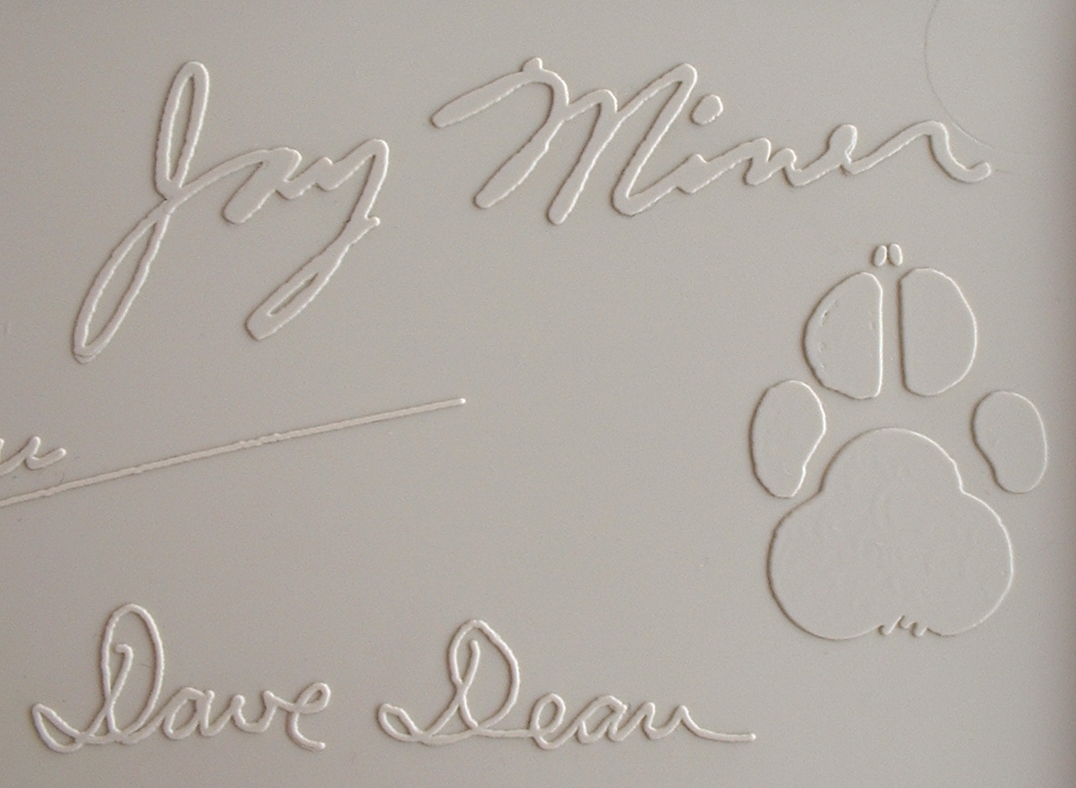
Firma de Jay Miner en un ordenador Commodore Amiga 1000.

Fue conocido como el Padre del Amiga entre los usuarios de Amiga.
Jay siempre iba con su perro "Mitchy" a todas partes. Mientras trabajaba en Atari, Mitchy incluso tuvo su propia tarjeta de identificación, y la huella de Mitchy es visible en el interior de las primeras carcasas de Amiga 1000 junto a las firmas de los ingenieros que trabajaron en el desarrollo.
Padeció de insuficiencia renal durante la mayor parte de su vida, según su esposa, y dependía de la diálisis. Su hermana le donó uno de sus riñones, y cuatro años después Miner murió debido a las complicaciones surgidas tras un fallo renal a los 62 años, dos meses después de la bancarrota de Commodore.